# 정치철학자 목록
다음은 정치철학자 목록이다.

## 고대 (서기 550년 이전 출생)
- 함무라비
- 공자
- 소크라테스
- 묵자
- 크세노폰
- 플라톤
- 시노페의 디오예니스
- 아이스키네스
- 아리스토텔레스
- 맹자
- 차나키야
- 순자
- 한비
- 마르쿠스 툴리우스 키케로
- 가이우스 플리니우스 카이킬리우스 세쿤두스
- 아우구스티누스

## 중세 (서기 550년 ~ 서기 1450년 출생)
- 파라비
- 비루니
- 이븐 시나
- 가잘리
- 이븐 루시드
- 마이모니데스
- 토마스 아퀴나스
- 이븐 타이미야
- 마르실리우스
- 오컴의 윌리엄
- 이븐 할둔
- 크리스틴 드 피장

## 르네상스 및 초기 현대 (서기 1450년 ~ 서기 1750년 사이 출생)
- 토마스 카예탄
- 니콜로 마키아벨리
- 마르틴 루터
- 토마스 뮌처
- 장 칼뱅
- 프란시스코 수아레스
- 장 보댕
- 리처드 후커
- 로베르토 벨라르미노
- 프랜시스 베이컨
- 후고 그로티우스
- 토머스 홉스
- 존 로크
- 바뤼흐 스피노자
- 몽테스키외
- 볼테르
- 무함마드 이븐 압둘 알와하브
- 벤저민 프랭클린
- 데이비드 흄
- 프리드리히 2세 (프로이센)
- 장자크 루소
- 이마누엘 칸트
- 윌리엄 블랙스톤
- 애덤 스미스
- 에드먼드 버크
- 토머스 페인
- 토머스 제퍼슨
- 요한 고트프리트 헤르더
- 제러미 벤담

## 후기 현대 (서기 1750년 ~ 서기 1900년 사이 출생)
- 제임스 매디슨
- 조제프 드 메스트르
- 윌리엄 고드윈
- 메리 울스턴크래프트
- 클로드앙리 드 루브루아 드 생시몽
- 요한 고틀리프 피히테
- 토머스 로버트 맬서스
- 뱅자맹 콩스탕
- 게오르크 빌헬름 프리드리히 헤겔
- 노발리스
- 데이비드 리카도
- 새뮤얼 테일러 콜리지
- 샤를 푸리에
- 제임스 밀
- 프리드리히 카를 폰 사비니
- 토머스 칼라일
- 오귀스트 콩트
- 존 헨리 뉴먼
- 알렉시 드 토크빌
- 막스 슈티르너
- 존 스튜어트 밀
- 피에르조제프 프루동
- 미하일 바쿠닌
- 헨리 데이비드 소로
- 카를 마르크스
- 사이이드 아흐마드 칸
- 프리드리히 엥겔스
- 허버트 스펜서
- 이폴리트 텐
- 토머스 힐 그린
- 귀스타브 르 봉
- 표트르 크로폿킨
- 프리드리히 니체
- 조르주 소렐
- 빌프레도 파레토
- 에두아르트 베른슈타인
- 소스타인 베블런
- 존 듀이
- 라빈드라나트 타고르
- 막스 베버
- 쑨원
- 베네데토 크로체
- 샤를 모라스
- 마하트마 간디
- 엠마 골드만
- 블라디미르 레닌
- 로자 룩셈부르크
- 버트런드 러셀
- 루돌프 로커
- 발라브바이 파텔
- 조반니 젠틸레
- 지야 괴칼프
- 무하마드 이크발
- 마르틴 부버
- 레프 트로츠키
- 오스발트 슈펭글러
- 오토 바우어
- 자크 마리탱
- 루카치 죄르지
- 카를 슈미트
- 자와할랄 네루
- 빔라오 람지 암베드카르
- 안토니오 그람시
- 발터 벤야민
- 막스 호르크하이머
- 에른스트 윙어
- 율리우스 에볼라
- 헤르베르트 마르쿠제
- 빌헬름 뢰프케
- 레오 스트라우스
- 프리드리히 하이에크
- 에리히 프롬

## 20세기 출생
- 마이클 오크숏
- 에리히 푀겔린
- 칼 포퍼
- 테오도어 아도르노
- 아인 랜드
- 레몽 아롱
- 장 폴 사르트르
- 한나 아렌트
- 사이드 쿠틉
- 시몬 베유 (철학자)
- 이사야 벌린
- 노르베르토 보비오
- 알베르 카뮈
- 러셀 커크
- 루이 알튀세르
- 머레이 북친
- 존 롤스
- 하워드 진
- 프란츠 파농
- 머리 로스바드
- 미셸 푸코
- 새뮤얼 P. 헌팅턴
- 주디스 슈클라
- 노엄 촘스키
- 위르겐 하버마스
- 앨러스터 매킨타이어
- 버나드 윌리엄스
- 펠릭스 가타리
- 자크 데리다
- 로널드 드워킨
- 찰스 테일러 (철학자)
- 기 드보르
- 하비 맨스필드
- 안토니오 네그리
- 알리 샤리아티
- 프레드릭 제임슨
- 마이클 왈처
- 에드워드 사이드
- 토마스 네이글
- 로버트 노직
- 자크 랑시에르
- 로버트 퍼트넘
- G. A. 코헨
- 에티엔 발리바르
- 로저 스크러턴
- 슬라보예 지젝
- 한스헤르만 호페
- 마이클 샌델
- 주디스 버틀러
- 마이클 하트

## 같이 보기
- 정치철학
- 철학자 목록